# Instituto de la Nobleza Portuguesa
El Instituto de la Nobleza Portuguesa (oficialmente en portugués: "Instituto da Nobreza Portuguesa") es una asociación portuguesa de derecho privado fundada en 2004 teniendo por objetivo la conservación y divulgación del patrimonio cultural inmaterial portugués, expresamente el patrimonio honorífico. El Instituto es el sucesor del extinto Consejo de Nobleza, sucesor de la Comisión de Verificación y Registro de Favores, y fue fundado en 1946 por determinación del pretendiente Duarte Nuno de Bragança para atender a todos los pedidos de renovación de títulos y que, después de varias décadas de actividad, no resistió a las muchas críticas que le fueron dirigidas.

## Antecedentes
Fuera de la esfera oficial determinada por la República Portuguesa, algunas familias titulares con tradición monárquica desearon mantener, aunque simplemente para efectos de vida social, los respectivos títulos nobiliarios en los sucesores del último titular. Durante la vida del rey Manuel II de Portugal, en el exilio, entre 5 de octubre de 1910 y 2 de julio de 1932, muchos se dirigieron al antiguo soberano para, como Jefe de la Nobleza, autorizarles el uso de los referidos títulos, haciendo otro tanto los apoyantes miguelistas junto al pretendiente Miguel Januário de Bragança (como ya habían hecho antes a su padre, el ex-infante D. Miguel, y más tarde hicieron junto de su nieto, el pretendiente al trono Duarte Nuno de Bragança). En el que respeta a Manuel II la autorización era habitualmente concedida, aún en los casos de títulos en vida, a menos de falta de idoneidad personal del peticionario, y tenía, sobre todo, el carácter de una promesa de renovación oficial y con efectos retroactivos en la hipótesis de un restablecimiento de la Monarquía.
En los tiempos de la Monarquía Constitucional era de ley que los agraciados con un título lo hicieran registrar en la Torre del Tombo. Esta formalidad legal fue, sin embargo, omitida por muchos titulares, y no de los menores en antigüedad y grandeza de los títulos.
Además de los títulos cuya creación fue objeto de un Decreto regular, bajo el régimen monárquico, otros hubo concedidos por soberanos en el exilio, principalmente el ramo miguelista, los cuales sólo pudieron ser usados por los respectivos beneficiarios bajo el régimen republicano. Se trataba de recompensar servicios de comprobada fidelidad a la causa de los dichos príncipes exiliados, aunque nunca hubieran tenido existencia jurídica regular ante el Estado, a la semejanza de los títulos concedidos y reconocidos por el ramo carlista en España, los cuales sólo comenzaron a ser reconocidos en la dictadura de Franco.

## Consejo de Nobleza
Después del fin de la monarquía en Portugal, el derecho de conferir títulos, en tiempos prerrogativa del monarca, dejó de poder pertenecer a alguien en concreto, colocando los títulos nobiliárquicos en un estado de estancamiento. No obstante, Duarte Pio de Bragança, pretendiente al trono portugués por el ramo miguelista, extendió el reconocimiento de títulos ya existentes con la colaboración del Consejo de Nobleza, creado por su padre, Duarte Nuno de Bragança, hasta disolverlo en 2002 o 2003.
Según Paulo Teixeira Pinto, presidente de la asociación Causa Real, a partir de los años 1980 el pretendiente Duarte Pio se llamó a la prerrogativa la prerrogativa de conceder títulos nobiliarios, confirmando algunos títulos antiguos y atribuyendo nuevos, recuperando también la extinta Orden de Nuestra Señora de la Concepción de Villaviciosa, distinción que ha atribuido insignias al largo de los últimos años a varias personalidades. Uno de los casos más polémicos generados en el ejercicio de la alegada prerrogativa fue la atribución del título de barón en 2003 a Miguel Horta y Costa, entonces presidente de Portugal Telecom, noticia que en la época se hizo titular en los periódicos{{citarequerida}}. La creación de este nuevo título no fue consensuada, a pesar de la explicación entonces emitida por el gabinete de Duarte de Braganza, que sería "un caso de excepción, atendiendo a sus méritos y a su tradición familiar". Otro episodio que no fue bien endoso fue, según Paulo Teixeira Pinto, la atribución del título de duquesa de Cadaval a Diana Álvares Pereira de Melo, la tercera hija del representante del título de duque de Cadaval. Confrontado con estas polémicas, Duarte Pio tomó la decisión de extinguir el Consejo de la Nobleza, que presidía, y que hasta en ese momento se responsabilizaba por estas cuestiones, sustituyéndolo por el Instituto de la Nobleza Portuguesa, establecido a su pedido en 5 de julio de 2004.
Esta prerrogativa fue ampliamente contestada por la alegada hija natural del rey D. Carlos I de Portugal, conocida como D. Maria Pia de Saxe-Coburgo Gotha y Bragança, que defendió ser la única descendiente superviviente del último ramo constitucional de la familia real portuguesa y, como tal, la única persona con el derecho de atribuir o rechazar títulos de nobleza.

## Instituto de la Nobleza Portuguesa
El Instituto de la Nobleza Portuguesa, fundado en 2004 por decisión de Duarte Pio de Bragança, tiene su sede en Lisboa, en el Palacio de los Marqueses de Frontera. Los objetivos del Instituto, declarados en su constitución, son promover la conservación y divulgación del patrimonio cultural imaterial portugués, expresamente el patrimonio honorífico.
Hasta 2008 el Instituto había autenticado cerca de 500 títulos de nobleza. En 2011 estaban ya registrados por el Instituto cerca de 900 títulos nobiliarios, pertenecientes a cerca de 700 personas.
Duarte Pio considera que los títulos que concede, en cuanto sea jefe de la Casa Real, son meramente honoríficos, y que solamente tienen sentido para quien cree y acepta la causa real.